# ジョン・スプラーグ
ジョン・ウィルソン・スプレイグ（John Wilson Sprague、1817年4月4日 - 1893年12月27日）はアメリカ合衆国の軍人、鉄道経営者。南北戦争の際、北軍の将軍として西部戦線を戦い、アトランタ方面作戦におけるアトランタの戦いで戦果を挙げて名誉勲章を受章した。戦争後は鉄道経営者となり、後にワシントン州の都市タコマの設立に関与、初代市長となった。

## 生い立ち
1817年4月4日、ニューヨーク州ホワイトクリークで、父オーティス、母ポリーのもとに生まれる。当初は近所の学校に通っていたが、13歳の時にトロイにあるレンセラー工科大学に入学した。その後、大学を中退し衣類産業に従事、自分のビジネスを続けるために1845年にオハイオ州マイランへ引っ越した。その後さらにサンダスキーへ引っ越し、1851年から一期のみではあるがエリー郡の出納係を務めた。
彼はヒューロン郡の裁判官の娘であるルーシー・ライトと結婚した。しかし、ルーシーは娘を出産してすぐの1844年5月にトロイで亡くなった。その後彼はマイランでジュリア・フランシス・コエットと再婚し、5人の子をもうけた。
1850年代後半の南北戦争開戦期、彼は帆船と蒸気船を購入し、エリー湖で定期航路を運航し始めた。

## 南北戦争での活躍
南北戦争が勃発し、大統領エイブラハム・リンカーンが10万人の志願兵を募集した際、スプレイグは歩兵中隊を立ち上げてシンシナティ近くのキャンプ・デニソンへ派遣された。北軍に登録されたのち、彼はオハイオ軍第7歩兵連隊の大尉に任命された。1861年8月に休暇を得て一時帰宅する際、彼と部下達はウェストバージニア州で南軍に捕まり、捕虜となった。その後、1862年1月に捕虜交換によって解放され、連隊に帰還した。
その1ヶ月後、スプレイグは新しく1月23日に創設されたオハイオ軍第63歩兵連隊の連隊長に任命された。この連隊は、第22歩兵連隊を構成する一部の大隊と、第63大隊の合併によって創設された。短期間の訓練と演習の後、スプレイグとその連隊は鉄道で南へと向かい、ミズーリ州でジョン・ポープ少将に合流した。そして、連隊を率いてミシシッピ州で行われたコリンスの包囲戦に参加し、さらに1862年にはイウカの戦いではオハイオ旅団の一員として戦った。
その後の数ヶ月間、スプレイグはアラバマ州北部やミシシッピ州、テネシー州で戦闘を行い、そして1863年にはビックスバーグ方面作戦に参加した。同年秋にはウィリアム・シャーマン少将の下でテネシー州チャタヌーガ方面へ東進し、グリンビル・ドッジ司令官のもとでアラバマ州ディケーターの鉄道防御のために派遣された。
1864年のアトランタ方面作戦において、スプレイグは第16軍団第4師団、第2大隊を率いて戦った。7月22日のアトランタの戦いではジョージア州ディケーターで発生した戦闘に参加し、強烈な銃火に耐えて進攻を遅らせ、上官からの称賛を受けた。この戦闘では、彼は圧倒的に連合軍陸軍に数で劣る状況で勝利し、第15、16、17、20軍団の補給列車と大砲を死守した。
7月30日には准将に昇進し、シャーマン少将と共に海への進軍に参加した後カロライナ方面作戦に参加した。海への進軍中、彼は大隊を率いてノースカロライナ州ローリーからリッチモンドを通過してワシントンD.C.まで進軍し、5月に開催されたグランド・レビュー・オブ・アーミーズに参加した。1866年4月3日、大統領アンドリュー・ジョンソンはスプレイグを1865年5月13日付で名誉少将に推薦し、4月26日に上院によって承認された。
1865年から66年9月まで、彼はオリバー・O・ハワード少将の下で自由民局のアーカンソー州地区担当の公務員として勤務した。その後、ミズーリ州、カンザス州、そしてインディアン準州へ転勤した。1865年9月、彼は正規軍を退役し、その職務はエドワード・オードが引き継いだ。

## 退役後
退役後、彼はミネソタ州のワイノナ・アンド・セントポール鉄道の経営者に就任した。そして、1870年にはノーザン・パシフィック鉄道の西部支社長に就任、ピュージェット湾にあるワシントン州タコマ市の共同設立者となった。彼はまた、太平洋地区（カラマ-タコマ間）の鉄道ルート選定に携わり、1883年の完工式では金のツルハシを打つ名誉に預かった。しかしながら、彼はその頃から体調を崩し始め、数ヶ月後には辞任してしまった。